# Erosão dentária
A diminuição do pH bucal deve-se principalmente à ingestão de alimentos ácidos (pães, leite e derivados, algumas frutas, café, refrigerantes e carnes em geral) que têm grande presença na alimentação diária da população. Esse baixo pH ocasiona diversos problemas, sendo um dos mais graves a erosão dentária. A alteração é definida como perda progressiva e irreversível de estrutura dental provocada por processos químicos que não envolvam ação bacteriana (SOUZA, 2017).

O aumento no número de casos da doença pode ser facilmente compreendido através do acompanhamento da alimentação da população, que nunca antes foi marcada por tantos produtos industrializados (principalmente os refrigerantes à base de cola, que possuem o pH por volta de 2,5; e os alimentos embutidos, que têm o pH aproximado de 3) os quais possuem o nível de acidez altíssimo. Junto com isso observa-se a dinâmica do dia a dia atual, marcada pela agitação e falta de tempo (MAGALHÃES et al., 2008 apud FRANZNER, 2011).

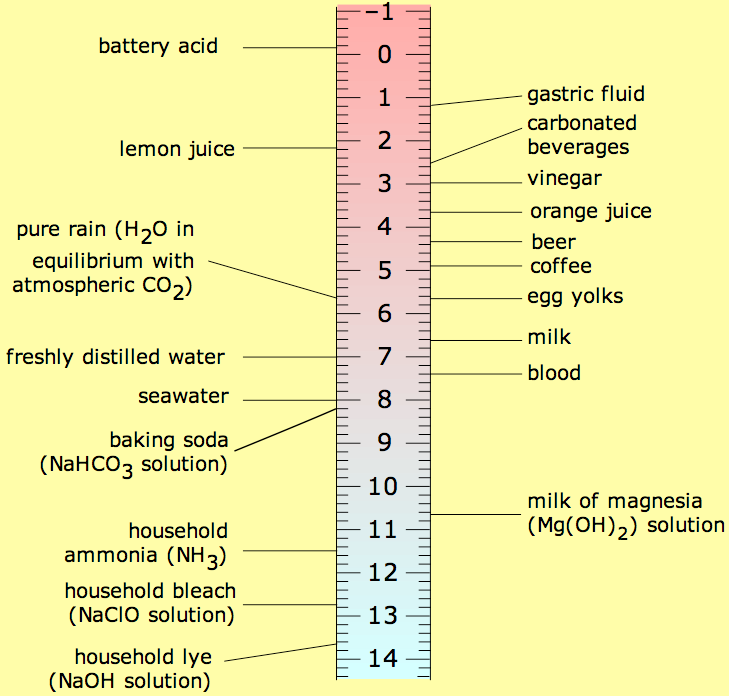
Consumo de alimentos e bebidas com pH 5,0-5,7 provocam a erosão dentária.

## O CUIDAR DOS DENTES
Segundo Silva et al. (2001) a preocupação em cuidar dos dentes remonta às mais antigas civilizações, os romanos, preconizavam a extração de dentes de leite para facilitar o nascimento correto do dente permanente na arcada dentária. Inicialmente as pessoas que trabalhavam com cuidados dentários não eram qualificadas, o que muda a partir do século II da nossa era, sendo esses cuidados exercidos por profissionais de medicina. 
Conforme o autor, a sociedade medieval moldou o desenvolvimento das práticas odontológicas. Durante muito tempo os segredos da prática eram repassados, aos indivíduos que pretendiam exercer o ofício, por mestre experiente. 
Das ações relacionadas ao cuidado com os dentes, o de limpá-los ocupa um papel importante. O primeiro creme dental era um material à base de rocha vulcânica misturada com ácido originário da fermentação de frutas, era esfregado nos dentes com pequenos ramos de arbustos, criado no Egito há cerca de quatro mil anos. O aprimoramento foi gerado pelos Romanos no século I da nossa era, que adicionaram a essa mistura mel, sangue, carvão, olhos de caranguejos, ossos moídos da cabeça de coelhos e urina humana, todos com a finalidade de deixar os dentes mais brancos. A partir de 1840 nos Estados Unidos a primeira escola de odontologia do mundo foi fundada. A primeira pasta de dentes comercial desenvolvida em 1850, inicialmente na forma de um pó, foi modificada posteriormente para a forma de pasta, com o nome comercial de “Creme Dentifrício do Dr. Sheffield” (SILVA et al., 2001).

## ÁCIDOS
Ácidos são substâncias presentes em vários compostos, muitas são substâncias industriais ou de uso doméstico, e alguns são componentes importantes de fluidos biológicos ou produtos de reações biológicas (BROWN; LEMAY; BURSTEN, 2005). Essas substâncias ionizam formando íons hidrogênio e contribuem para aumentar a concentração de íons H+ (aq) nas soluções aquosas. Como esse átomo é constituído por um próton e um elétron, o H+ é simplesmente um próton, por esse motivo essa classe de substancia (os ácidos) é conhecida como doadores de prótons.

## BASES
São substâncias também facilmente encontradas em nosso dia a dia, são conhecidas como receptoras de H+, ou seja, reagem com esses íons formando como produto principal água, conforme a figura 1 (BROWN; LEMAY; BURSTEN, 2005). Segundo o autor, qualquer substância que eleva a concentração de íons OH- (aq) na água é considerada uma base.

## PH
O pH corresponde ao potencial hidrogeniônico de uma solução, ou seja, a capacidade que uma substancia tem de liberar íons H+ na solução. Pode ser determinado numericamente conforme figura 2, e serve para medir o grau de acidez, neutralidade ou alcalinidade de determinada solução uma vez que varia de 0 a próximo de 7 para ácidos, 7 substâncias neutras, e de próximo de sete a 14 para substâncias básicas (BROWN; LEMAY; BURSTEN, 2005).
A concentração de íons H+ (aq), é em geral pequena, por esse motivo é expressa em termos de pH, que é o negativo do logaritmo decimal da concentração desse íon, conforme figura 3, podendo então o valor numérico do pH pode ser calculado pela concentração de íons H+. 

## EROSÃO DENTÁRIA
Na era da odontologia preventiva, com o decréscimo da prevalência de cárie, outras lesões que ocorrem na boca (de característica não cariosas), como a erosão dentária, têm despertado interesse da comunidade científica atual. Franzner (2011) define erosão dentária como sendo a perda irreversível de estrutura dentária por processo químico, sem o envolvimento de bactérias, fato afirmando também por Barbosa et al. (2012).
O esmalte do dente humano (Figura 4) passa por um processo natural de desgaste durante o cumprimento do seu ciclo biológico. Contudo, apesar de ser um processo que ocorre naturalmente, este desgaste pode ser intensificado por atividades tanto extrínsecas, sendo a principal delas a alimentação, quanto intrínsecas, ocasionada pela ácido gástrico do estômago em episódios de vômitos. Com o acúmulo de tarefas e falta de tempo, as pessoas estão consumindo mais produtos industrializados, tais como alimentos e bebidas prontas, os quais apresentam componentes ácidos (MAGALHÃES et al., 2008 apud FRANZNER, 2011). 
A hidroxiapatita - Ca5(PO4)3OH - é o principal componente do material que constitui o esmalte do dente. Segundo Gouveia (1999), a dissolução do esmalte dental é desencadeada pela reação entre os íons H+ de um produto ácido e a hidroxiapatita. Esse processo recebe o nome desmineralização (Figura 5), é normal e ocorre naturalmente. O processo inverso, a mineralização, também é normal (SILVA et al., 2001).
A partir da leitura de Mangueira et al. (2011), observa-se que o diagnóstico diferencial da erosão dentária envolve basicamente o conhecimento de lesões cervicais como abrasão (clinicamente caracterizada por uma lesão semelhante a uma cunha de superfície de aspecto polido) e atrição (clinicamente, uma superfície com a aparência extremamente polida e lisa).
Enquanto na cárie, a exposição aos ácidos orgânicos desencadeia a formação de uma lesão subsuperficial por perda de 50% de mineral, mas a camada externa do esmalte é mantida intacta (o que permite sua remineralização), na erosão dentária, a superfície dentária exposta a ácidos de pH <4,5 resulta na destruição do esmalte em camadas, explicando o fato de alguns autores afirmarem que na erosão nenhuma remineralização pode ser esperada (MANGUEIRA et al., 2011).

## NEUTRALIZAÇÃO
A saliva age como um meio de defesa dos tecidos dentais através de mecanismos que reduzem as perdas minerais sofridas durante o processo erosivo. Um desses mecanismos é a capacidade tampão, ou seja, não permitir que a acidez da boca varie, participando da neutralização de produtos ácidos no meio bucal. Contudo, o poder de atuação da saliva é reduzido quando bebidas ácidas são utilizadas com alta frequência (GOUVÉIA, 1999). O pH normal da boca é em torno de 6,8; e a desmineralização torna-se predominante a um pH abaixo de 5,5. Apesar de ter um mecanismo que permite regular o pH da boca, os maus hábitos de higiene e o consumo de alimentos com forte potencial ácido, como refrigerantes, conservantes e fermentáveis, o pH da boca pode atingir um valor abaixo de 5,5 após 10 minutos (SILVA et al., 2001).

## REFERÊNCIAS
BARBOSA, Amanda Maria Ferreira et al. Características bucais da perimólise e episódios recorrentes de vômitos - relato de caso. Odonto, v. 20, n. 40, p. 89-93, dez. 2012. 
BROWN; LEMAY; BURSTEN. Química, a Ciência Geral. São Paulo: Pearson Prentice Hall, 2005.
FRANZNER, Belisa. EROSÃO DENTÁRIA: REVISÃO DE LITERATURA. 2011. Monografia (Especialização em Odontopediatria) - Universidade Federal do Paraná, Curitiba, 2011.
GOUVÉIA, Maria das Mercês de Aquino. Avaliação do pH, capacidade tampão, teor de flúor de sucos de frutas industrializados e morfologia e microdureza do esmalte de dentes decíduos erosionados pelo suco de laranja e incubados em saliva artificial: estudo in vitro. 1999. 170 p. Dissertação (Mestrado em Odontologia) - Universidade Federal de Santa Catarina, Florianópolis, 1999. 
MANGUEIRA, Dayane Franco Barros et al. Cárie e erosão dentária: uma breve revisão. Odontol. Clín.-Cient., Recife, v. 10, n. 2, p. 121-124, abr. 2011.
SILVA, Roberto R. et al. A Química e a Conservação dos Dentes. Revista Química Nova na Escola, [S.l.], n. 13, p. 3-8, maio. 2001.
SOUZA, Bárbara Capitanio de. Erosão dentária em paciente atleta: artigo de revisão. Rev. Bras. Odontol., Rio de Janeiro, v. 74, n. 2, p. 155-161, abr./jun. 2017.

## AUTORIA
Artigo publicado em 04/10/2018 por Naara Coutinho Lutra, Naila Emília Krul e Victor Augusto Dantas dos Santos, técnicos em Biotecnologia do Serviço Nacional de Aprendizagem Industrial - SENAI CIC, sob orientação do professor Carlos Eduardo Sanchuki.